# Snowy White
Snowy White (Devon, 3 de março de 1948) é um guitarrista britânico, mais conhecido por ter tocado com o Thin Lizzy (1980 a 1982), alem de ser guitarrista de apoio do Pink Floyd e guitarrista de Roger Waters em carreira solo. Sua colaboração com ambas as bandas foi complicada; o convite para ensaiar para os shows de The Wall veio na mesma época que ele foi chamado para ser integrante oficial do Thin Lizzy, com o qual ele compôs os álbuns Chinatown e Renegade.
A conexão com o Pink Floyd permaneceria com o passar dos anos, e ele chegou até a ser convidado por Roger Waters para tocar outra versão de The Wall em 1990, nas ruínas do Muro de Berlim. Em 1978, gravaria com o tecladista da banda, Richard Wright.

## Discografia

### Snowy White
- White Flames
- Snowy White
- That Certain Thing
- Highway To The Sun
- Goldtop
- Pure Gold - The Solo Years 1983-98
- An Anthology

### Snowy White's Blues Agency
- Change My Life
- Open For Business

### Snowy White and the White Flames Band
- No Faith Required
- Little Wing
- Keep Out - We Are Toxic
- Restless
- The Way It Is

### Com Pink Floyd
- Animals
- Is There Anybody Out There? The Wall Live 1980-81

### Com Richard Wright
- Wet Dream[4]

### Com Roger Waters
- In the Flesh Live
- The wall